# Municipio de Center (condado de Hendricks)
El municipio de Center (en inglés: Center Township) es un municipio ubicado en el condado de Hendricks en el estado estadounidense de Indiana. En el año 2010 tenía una población de 12167 habitantes y una densidad poblacional de 101,62 personas por km².

## Geografía
El municipio de Center se encuentra ubicado en las coordenadas 39°46′13″N 86°31′17″O / 39.77028, -86.52139. Según la Oficina del Censo de los Estados Unidos, el municipio tiene una superficie total de 119.73 km², de la cual 119.14 km² corresponden a tierra firme y (0.5%) 0.59 km² es agua.

## Demografía
Según el censo de 2010, había 12167 personas residiendo en el municipio de Center. La densidad de población era de 101,62 hab./km². De los 12167 habitantes, el municipio de Center estaba compuesto por el 97.12% blancos, el 0.63% eran afroamericanos, el 0.24% eran amerindios, el 0.39% eran asiáticos, el 0.02% eran isleños del Pacífico, el 0.36% eran de otras razas y el 1.22% pertenecían a dos o más razas. Del total de la población el 1.52% eran hispanos o latinos de cualquier raza.